# Aspidifrontia bussindii
Aspidifrontia bussindii är en fjärilsart som beskrevs av Emilio Berio 1937. Aspidifrontia bussindii ingår i släktet Aspidifrontia och familjen nattflyn. Inga underarter finns listade i Catalogue of Life.